# La presidentessa (film 1952)
La presidentessa è un film del 1952 diretto da Pietro Germi, adattamento per il cinema dell'omonima pochade di Maurice Hennequin e Pierre Veber, già portata sullo schermo nel 1938 da Fernand Rivers in La présidente.
Ha avuto un remake nel 1977, La presidentessa, diretto da Luciano Salce, con Mariangela Melato nel ruolo qui ricoperto da Silvana Pampanini.

## Trama
L'attrice Gobette si esibisce nel teatro Odeon della piccola cittadina francese di Gray. La magistratura del luogo, nella persona del presidente del tribunale Tricoin, uomo molto austero, le manda un giudice d'inchiesta, Luciano Pinglet, per costringerla a  smettere  le sue esibizioni troppo "generose". Ma il giudice viene sedotto e il giorno dopo non si presenta al lavoro, avendo trascorso la notte in albergo con Gobette a festeggiare.
Quando la sera, con 12 ore di ritardo, si presenta al presidente di tribunale, questi lo rimprovera e, a causa delle lamentele da parte degli ospiti dell'albergo, lo incarica di accompagnare Gobette alla stazione affinché se ne vada da Gray. Gobette lascia l'albergo, ma non la città, e si fa accompagnare dal giudice proprio a casa del presidente che, rimasto solo, perché la moglie e la figlia sono partite, si ritrova in casa Gobette, la quale cerca di sedurre anche lui. Improvvisamente si fa annunciare il ministro di Giustizia, Cipriano Gaudet, che, avendo l'autovettura con una gomma rotta, è costretto a trascorrere la notte a Gray e ha preferito vedere il presidente la sera stessa. Il suo segretario personale, lo informa che in albergo non vi sono stanze libere e Gobette, che si improvvisa la signora Tricoin, invita il ministro a passare la notte in casa Tricoin. Ella finisce per sedurre il ministro che il giorno dopo torna al ministero confessando al suo segretario personale di aver passato la notte più felice della sua vita. Inizia un gioco di intrighi, per far trasferire Tricoin più vicino a Parigi affinché il ministro possa vedere il più facilmente la presunta signora Tricoin. Nel frattempo compare al ministero la vera signora Tricoin che vorrebbe chiedere al ministro di trasferire il marito dato che è stanca di stare in provincia. Il ministro la scambia per la donna delle pulizie e le fa lucidare gli ottoni della sua scrivania, incontrando così una segreta mania della signora Tricoin. Nel frattempo Gobette seduce anche il segretario personale del ministro.
Dopo una serie di equivoci e combinazioni fortuite, si giunge a un finale lieto.

## Critica
(Enrico Giacovelli)